# Lyonnais
Das Lyonnais (arpitanisch Liyonês) ist eine historische Provinz Frankreichs, die heute im Département Rhône liegt und teilweise zur Metropole Lyon gehört.

## Geschichte
Das Lyonnais selbst war in drei Provinzen aufgeteilt:
- Das Plat pays de Lyonnais entspricht der heutigen Landschaftsbezeichnung Monts du Lyonnais. Das Adjektiv plat (eigentlich: eben, flach) bezeichnet dabei nicht das Relief dieser Mittelgebirgslandschaft, sondern die Tatsache, dass diese Provinz nicht als privilegiert angesehen wurde und steuerlich der Taille unterworfen war.
- Die Stadt Lyon, die der Taille nicht unterlag.
- Das Franc-Lyonnais, eine kleine, steuerfreie Provinz im Norden von Lyon am Ufer der Saône.

Zwei weitere Provinzen des Lyonnais bildeten den „Regierungsbezirk Lyonnais“ (le gouvernement du Lyonnais):
- Beaujolais
- Forez

Zwischen 1754 und 1756 wurde die Provinz von einem menschenfressenden Untier heimgesucht, das über 30 Menschen tötete; es erhielt den Namen „Bête du Lyonnais“ (auf Deutsch Bestie des Lyonnais).

## Geografie

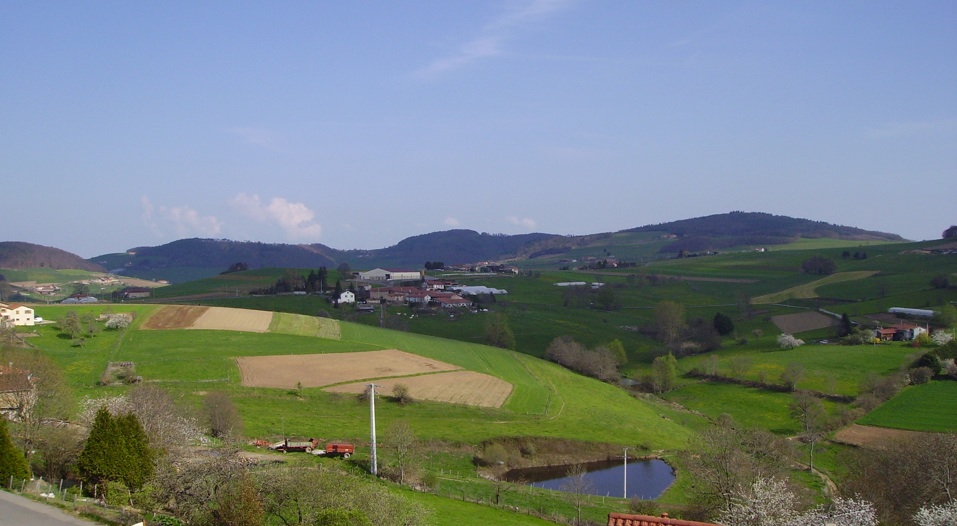
Typische Landschaft im Lyonnais

Die bestimmenden Berge in den Monts du Lyonnais sind der Grat Malherbe mit 946 m und die Höhe von Saint-André mit 934 m. Hinzu kommen noch einige Hügel oberhalb der Gemeinden Larajasse und Saint-Martin-en-Haut.

## Galerie

Karte Frankreichs mit der Markierung des Lyonnais.
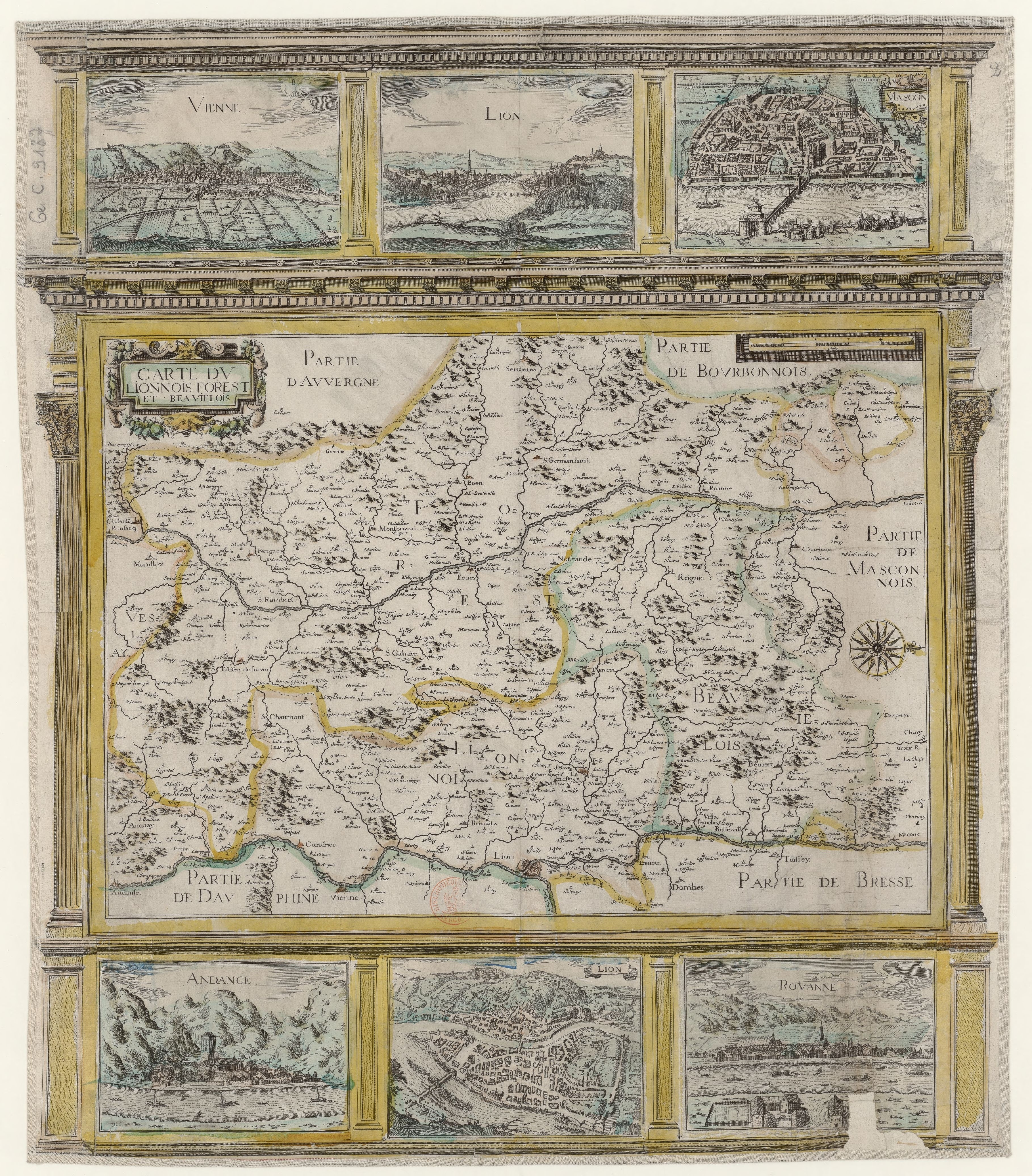
Karte von 1640